# Leucadendron glaberrimum
Leucadendron glaberrimum är en tvåhjärtbladig växtart. Leucadendron glaberrimum ingår i släktet Leucadendron och familjen Proteaceae.

## Underarter
Arten delas in i följande underarter:
- L. g. erubescens
- L. g. glaberrimum